# Hedgpethia tibialis
Hedgpethia tibialis is een zeespin uit de familie Colossendeidae. De soort behoort tot het geslacht Hedgpethia. Hedgpethia tibialis werd in 1991 voor het eerst wetenschappelijk beschreven door Stock. 